# Kromsdorf
Kromsdorf ist ein Ortsteil der Landgemeinde Ilmtal-Weinstraße im Nordosten des Landkreises Weimarer Land.

## Geographie

### Lage
Kromsdorf liegt östlich von Schloss Tiefurt und seinen dazugehörigen Parkanlagen. Das in der Nähe befindliche Denstedt ist ein Ortsteil von Kromsdorf.

### Ausdehnung des Dorfgebietes
Die Gemeinde Kromsdorf setzte sich aus zwei Ortsteilen zusammen: Kromsdorf-Nord im Ilmtal, das früher den Ort Großkromsdorf darstellte, und Kromsdorf-Süd auf dem Berg, früher Kleinkromsdorf. Auf der Grenze der beiden Ortsteile liegt die Brücke am Sportplatz, die bis zu ihrem Neubau in den 1960er Jahren nur für Fußgänger passierbar war.
Kromsdorf Nord besteht zum großen Teil aus einem Neubaugebiet aus der Zeit nach 1991. Weiterhin gehörte zur Gemeinde Kromsdorf der Ortsteil Denstedt.

### Nachbargemeinden
Die nächstliegenden Gemeinden vor der Gemeindeauflösung von Kromsdorf waren Tiefurt im Südwesten, Weimar im Westen, Süßenborn im Süden. An den Ortsteil Denstedt grenzt im Osten der zur Landgemeinde Ilmtal-Weinstraße gehörende Ortsteil Ulrichshalben.

## Geschichte
Kromsdorf wurde am 22. Oktober 1150 erstmals urkundlich erwähnt und Denstedt am 20. Mai 1170.
Nach Kromsdorf benannte sich ein thüringisches Adelsgeschlecht, siehe Kromsdorf (Adelsgeschlecht).
Die Gemeinde Kromsdorf entstand am 1. Juli 1950 durch den Zusammenschluss der bis dahin eigenständigen Gemeinden Großkromsdorf und Kleinkromsdorf.
Am 1. Januar 2019 wurde die Gemeinde Kromsdorf in die Landgemeinde Ilmtal-Weinstraße eingemeindet. Ilmtal-Weinstraße war seit dem 31. Dezember 2013 erfüllende Gemeinde für Kromsdorf.

## Sehenswürdigkeiten

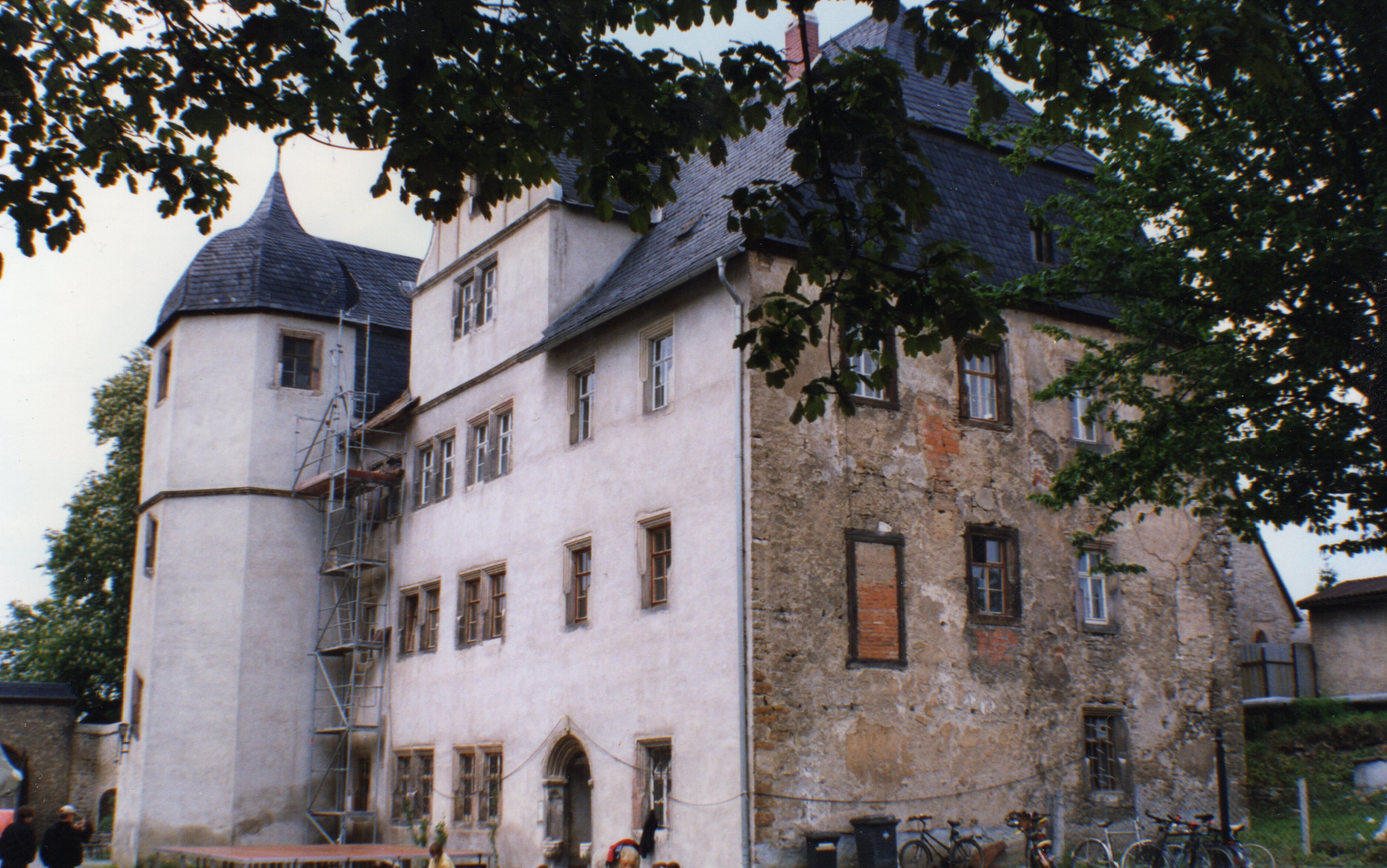
Schloss Kromsdorf

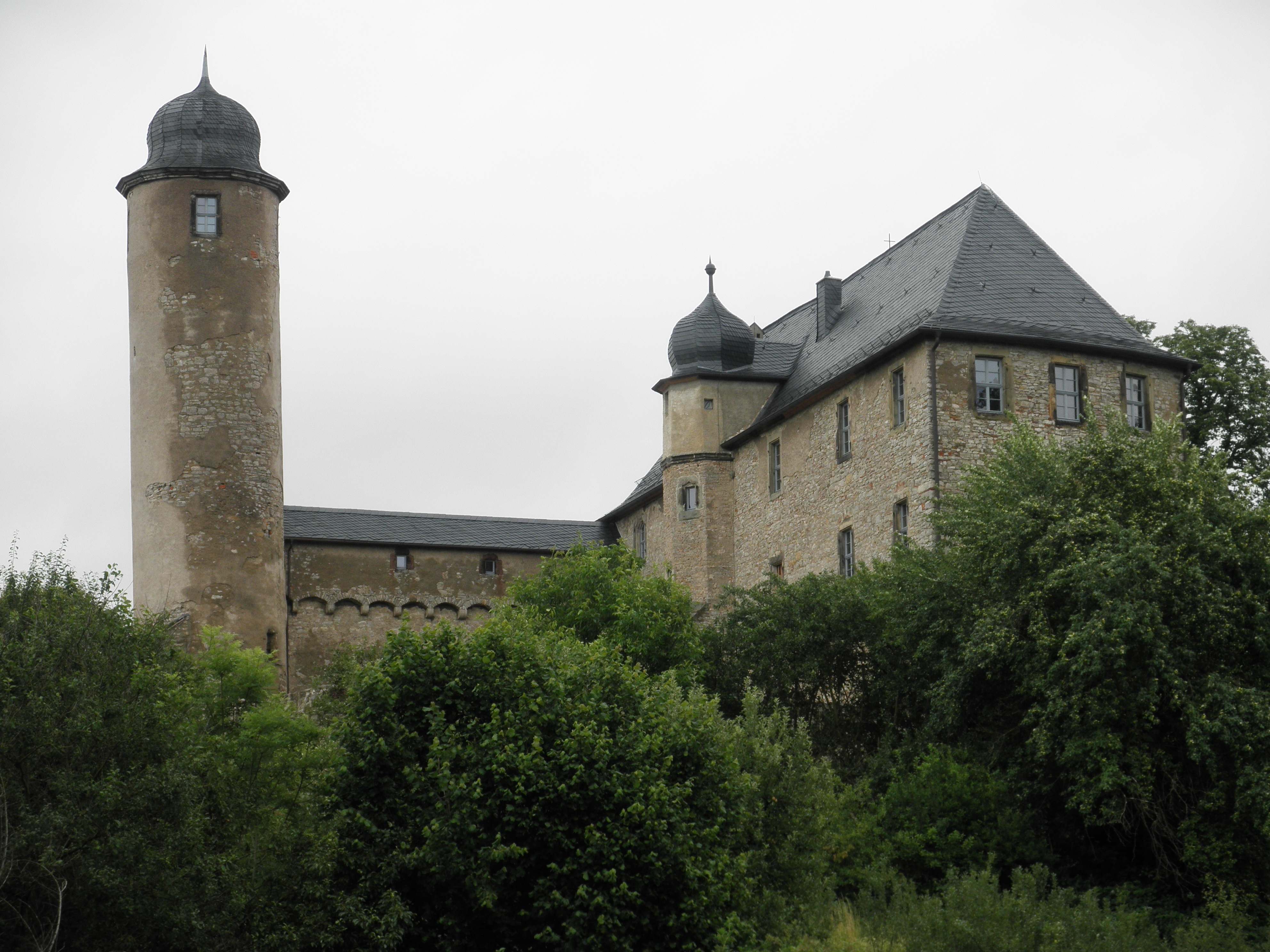
Burg Denstedt

Im Gebiet der ehemaligen Gemeinde Kromsdorf befinden sich zwei historische Anlagen. Die Besonderheit des Renaissanceschlosses Kromsdorf ist die Parkmauer mit ihren 64 Porträtbüsten. Es dient heute vor allem als Kulturzentrum.
Die zweite Anlage ist Burg Denstedt mit Schlosspark und Resten des früheren Ritterguts.
In der Denstedter Kirche ist die sogenannte Liszt-Orgel zu sehen und zu hören, die von dem berühmten Komponisten Franz Liszt regelmäßig zu Orgelmusiken benutzt wurde.

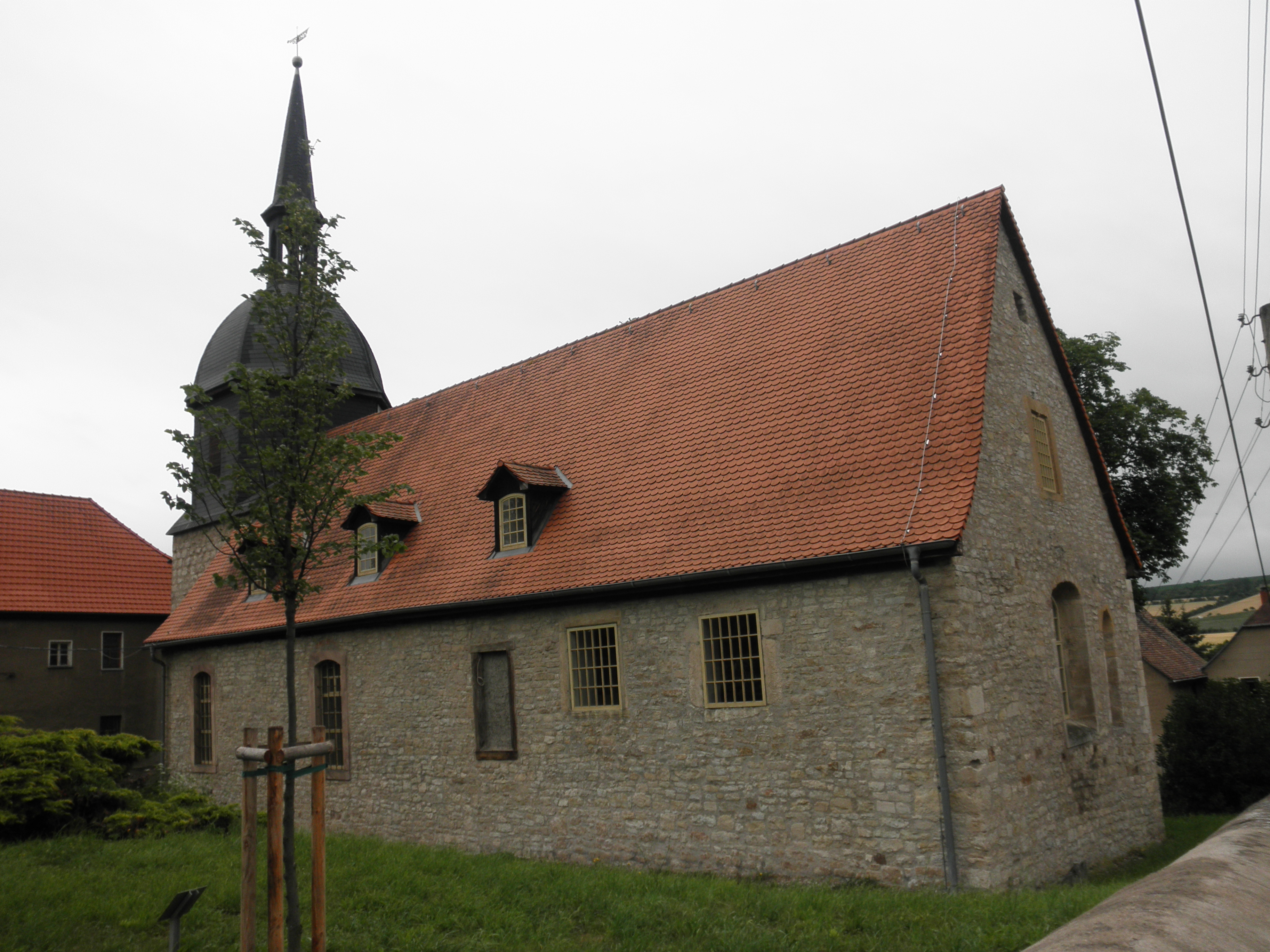
Kirche in Denstedt

Die Mühle Denstedt ist saniert und arbeitet.
Die Kirche in Kromsdorf-Süd stammt im Ursprung aus dem Mittelalter.

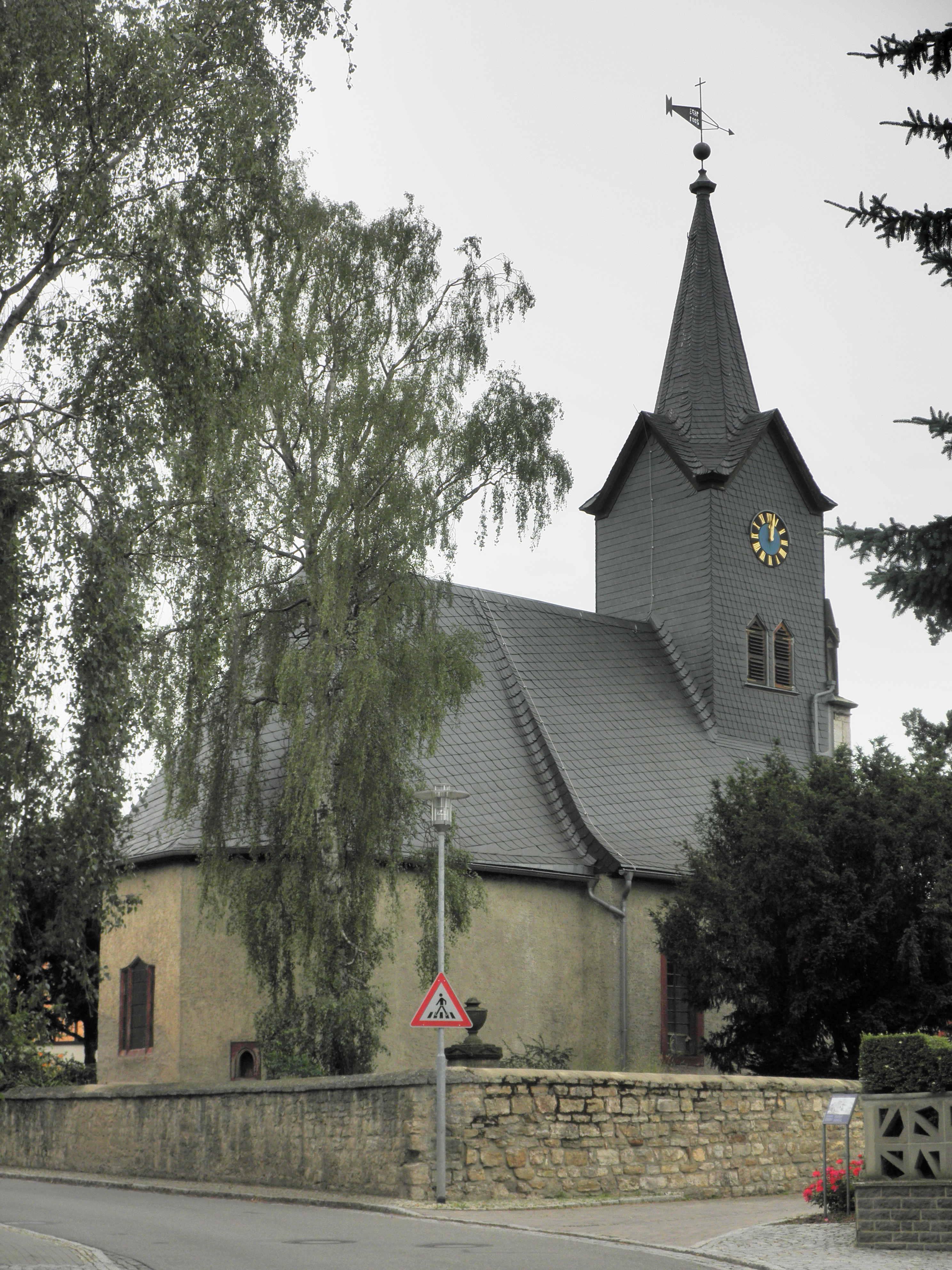
Kirche in Kromsdorf-Süd

### Gedenkstätten
- Kriegerdenkmäler für die Gefallenen der Weltkriege an den Kirchen in Kromsdorf Süd und Denstedt sowie auf Gemeindegebiet in Kromsdorf Süd und Nord.
- Auf dem Friedhof des Ortsteiles Kromsdorf-Nord erinnert ein Massengrab mit Gedenkstein an 18 unbekannte KZ-Häftlinge, die bei einem Todesmarsch vom Außenlager Ohrdruf SIII des KZ Buchenwald im April 1945 von SS-Männern ermordet wurden.
- Eine ähnliche Gedenkstätte befindet sich auf dem Friedhof des Ortsteiles Denstedt, die an weitere 22 ermordete Häftlinge erinnert.

## Wirtschaft und Infrastruktur

### Wirtschaft
Die Wirtschaft in Kromsdorf ist durch die ländliche Lage sehr an die Landwirtschaft gebunden. Eine LPG gab es seit den 1960er Jahren, welche in der Milchviehproduktion und im Ackerbau aktiv war und später auch im Gemüseanbau. Nach der Wende wurden die Gewächshäuser abgerissen. Das Gebiet wurde als Wohngebiet ausgeschrieben.

Im Gewerbegebiet „Am Süßenborner Weg“ befinden sich vornehmlich Betriebe des Mittelstandes.

Durch die Nähe zu Weimar und durch das Schloss im Dorf bekommt Kromsdorf zunehmend Bedeutung für Touristen. Für Angler und zur Naherholung ist auch der Speicher Kromsdorf von Bedeutung.
Vom ehemaligen großen Rittergut Denstedt stehen nur noch ein Gutswohnhaus und ein Wirtschaftsgebäude, in sanierungsbedürftigem Zustand.

### Verkehr
Kromsdorf ist über die Buslinie 228 der PVG Weimarer Land von Weimar nach Pfiffelbach angeschlossen. (Stand 2024). 
Im Weimar-Nord  gibt es die Kromsdorfer Straße.

### Bildung
Im Ort Kromsdorf befindet sich eine Grundschule.

## Kultur
Das kulturelle Leben in Kromsdorf wird zum großen Teil durch gemeinnützige Vereine bestimmt, von denen einige ihren Sitz im Schloss Kromsdorf haben, wie zum Beispiel:
- Volkschor Kromsdorf e. V.
- Kromsdorfer Karnevals Verein e. V.
- Freiwillige Feuerwehr Kromsdorf[4]
- 2002 wurde das Eselsdenkmal von Heinzz Flottran errichtet.

## Sport
- TSV 1928 Kromsdorf e. V. (Fußball, Tischtennis, Kegeln, Volleyball)

## Weitere Einrichtungen
1993 gründeten Studenten das Wohnprojekt „Alte Feuerwache“ in Kromsdorf. Der Verein, der das Projekt heute betreibt, versteht sich laut eigener Satzung „als wohnpolitische Initiative unter Einbeziehung des ideellen Bereiches des Wohnens, der Kultur, der Soziokultur und Bildung“. Genannt wird die alte Feuerwache auch Kromse.

## Persönlichkeiten

### Söhne und Töchter des Ortes
- Carl Wilhelm Heinrich Freiherr von Lyncker (auf Flurstedt und Kötschau) (1767–1843), Hofbeamter zu Weimar und Gutsbesitzer
- Johann Christian Stark der Jüngere  (1769–1837), Mediziner, auf seine Initiative geht der Bau der Frauenklinik in der Bachstraße in Jena zurück. Leibarzt der Weimarer Herzogsfamilie und Goethes Arzt. Neffe von Johann Christian Stark der Ältere
- Christiane Henriette Sophie von Laßberg (1761–1778), Hofdame in Weimar

### Personen, die mit dem Ort in Verbindung stehen
- Oswald von Kromsdorf († 1553), kursächsischer Amtshauptmann in Weißensee und Eckartsberga sowie Besitzer des säkularisierten Klosters Ottenhausen
- Johann Theodor de Mortaigne (* ?; † 1691), Militär und Kriegsrat, ließ den Schlosspark umgestalten
- Elly-Viola Nahmmacher (* 1913; † 2000), Bildhauerin und religiöse Inspiratorin, verbrachte ihren Lebensabend und starb in Kromsdorf